# Sepaküla (Halinga)
Sepaküla – wieś w Estonii, w prowincji Parnawa, w gminie Halinga.